# Leptoperla beroe
Leptoperla beroe är en bäcksländeart som beskrevs av Newman 1839. Leptoperla beroe ingår i släktet Leptoperla och familjen Gripopterygidae. Inga underarter finns listade i Catalogue of Life.